# Abd al-Latif Chalaf Abd al-Latif
Abd al-Latif Chalaf Abd al-Latif (arab. عبد اللطيف خلف عبد اللطيف; ur. 2 stycznia 1966 w Aleksandrii) – egipski zapaśnik walczący w stylu klasycznym. Olimpijczyk z Los Angeles 1984, gdzie zajął czternaste miejsce w wadze koguciej do 57 kg i z Seulu 1988, gdzie odpadł e eliminacjach wadze lekkiej do 68 kg.
Złoty medalista igrzysk afrykańskich w 1987. Zdobył trzy złote medale na mistrzostwach Afryki w 1985; 1986 i 1988. Srebrny medalista mistrzostw Afryki w 1984 roku. Drugi na mistrzostwach arabskich w 1987. Szósty w Pucharze Świata w 1986 roku.
- Turniej w Los Angeles 1984

Przegrał obie walki, kolejno z Bambisem Cholidisem z Grecji i Masakim Etō z Japonii.
- Turniej w Seulu 1988

Przegrał obie walki, kolejno z Larsem Lagerborgiem ze Szwecji i Sümerem Koçakiem z Turcji.